# Zaklinje (stacja kolejowa)
Zaklinje (ros. Заклинье) – stacja kolejowa w rejonie batieckim, w obwodzie nowogrodzkim, w Rosji. Położona jest na linii Petersburg – Newel – Witebsk, w oddaleniu od skupisk ludzkich. Najbliższą miejscowością są Kostroni.